# 维科伦戈
维科伦戈（義大利語：Vicolungo），是意大利诺瓦拉省的一个市镇。总面积13.42平方公里，人口874人，人口密度65.1人/平方公里（2009年）。ISTAT代码为003159。